# Place du Pin
La place du Pin (en catalan : plaça del Pi ou palma del Pi) est une place publique du quartier gothique de Barcelone qui doit son nom au pin qui s'y trouve.

## Situation
Située non loin de la Rambla à laquelle elle est reliée par la rue du Cardinal-Casañas, elle jouxte la place Saint-Joseph-Oriol et la rue de Petritxol.

## Urbanisme et monuments
Petite place entièrement piétonne, elle est bordée au sud par l’église Sainte-Marie-du-Pin dont la façade s'orne d’une imposante rosace, datant du XVe siècle.
Sur le côté ouest, à l'angle avec la rue du Cardinal-Casañas se trouve la maison de la Confrérie du Sang très pur (Casa de la Congregació de la Puríssima Sang) construite au XVIe siècle dans un style gothique tardif.
En face de l'église, s'élève l'ancienne maison de la guilde des revendeurs (gremi dels revendedors) qui date de 1685. Sa façade est ornée de motifs peints et d'une niche abritant une statue de saint Michel, patron de la guilde.

## Transports
La station de métro la plus proche, située sur la Rambla, est celle de Liceu sur la ligne 3.